# ورخنی بگنیاش
ورخنی بگنیاش (به لاتین: Verkhny Begenyash) یک منطقهٔ مسکونی در روسیه است که در باشقیرستان واقع شده‌است.